# Magašići
Magašići (cyr. Магашићи) – wieś w Bośni i Hercegowinie, w Republice Serbskiej, w gminie Bratunac. W 2013 roku liczyła 486 mieszkańców.